# Stazione di Stoccolma-Odenplan
Stockholm Odenplan è una stazione del passante ferroviario di Stoccolma, collocata sotto l’omonima stazione della metropolitana.

## Caratteristiche
Situata presso il quartiere di Odenplan, i suoi binari sono sotto quelli della linea verde della metropolitana della capitale scandinava.
La stazione è operativa dal 10 luglio 2017, servita dal nuovo passante ferroviario Citybanan.

## Galleria d'immagini

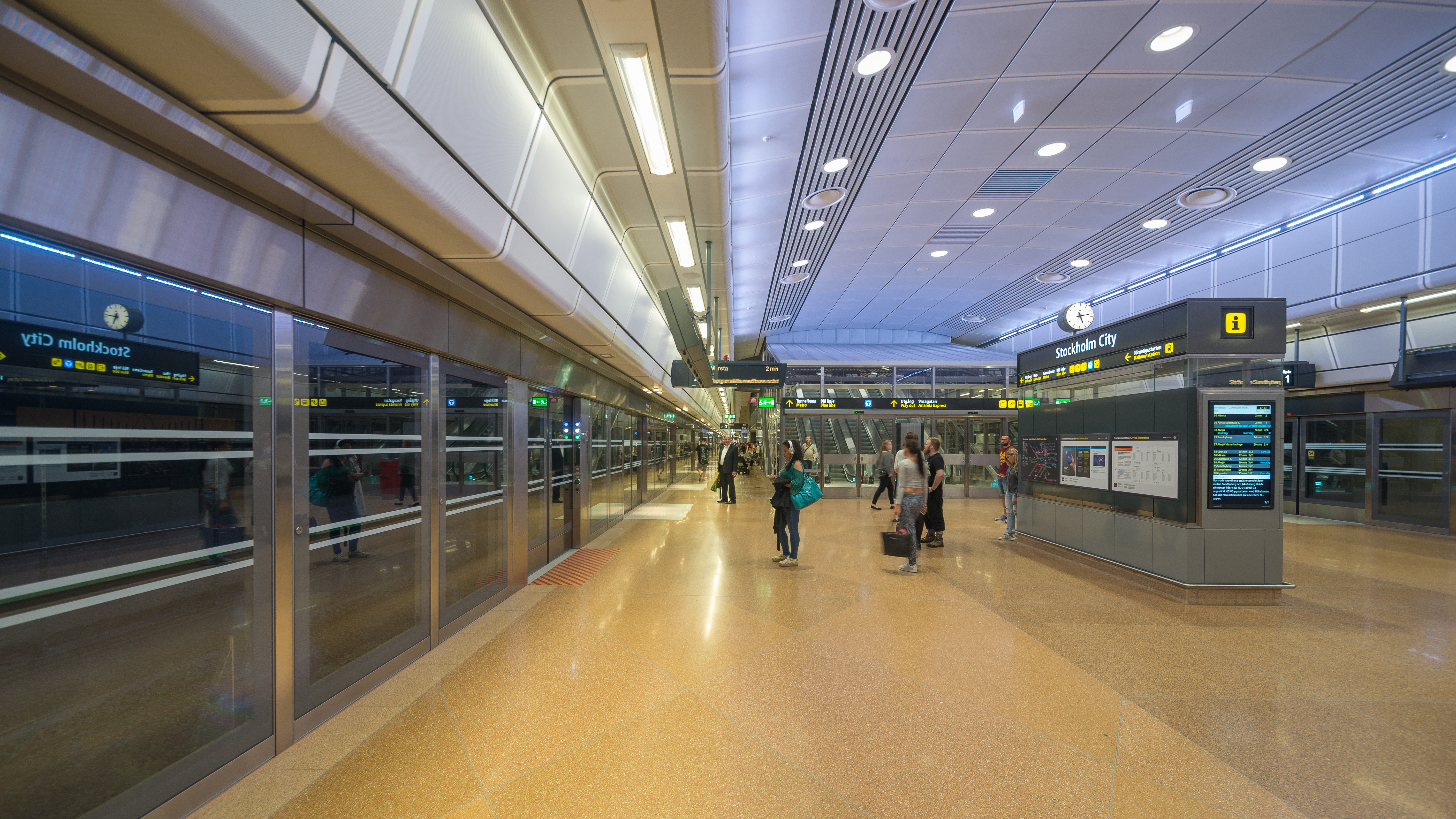
Interno della stazione
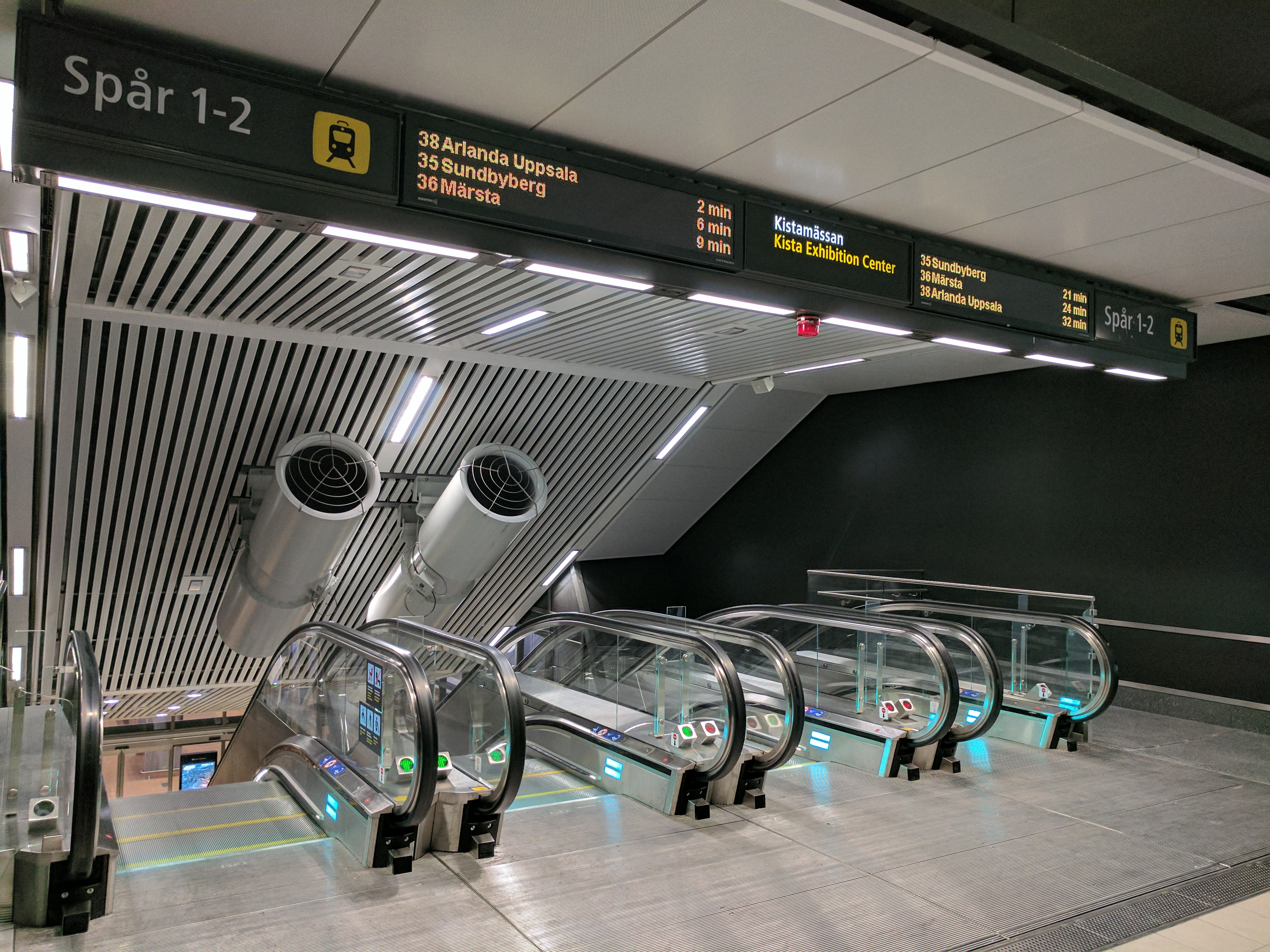
Accesso alla stazione